# Barîlo, Bilopillea
Barîlo (în ucraineană Барило) este un sat în comuna Vîrî din raionul Bilopillea, regiunea Sumî, Ucraina.

## Demografie
Componența lingvistică a localității Barîlo
     Ucraineană (94,24%)
     Rusă (5,76%)
Conform recensământului din 2001, majoritatea populației localității Barîlo era vorbitoare de ucraineană (94,24%), existând în minoritate și vorbitori de rusă (5,76%).